# Флорентійська унія

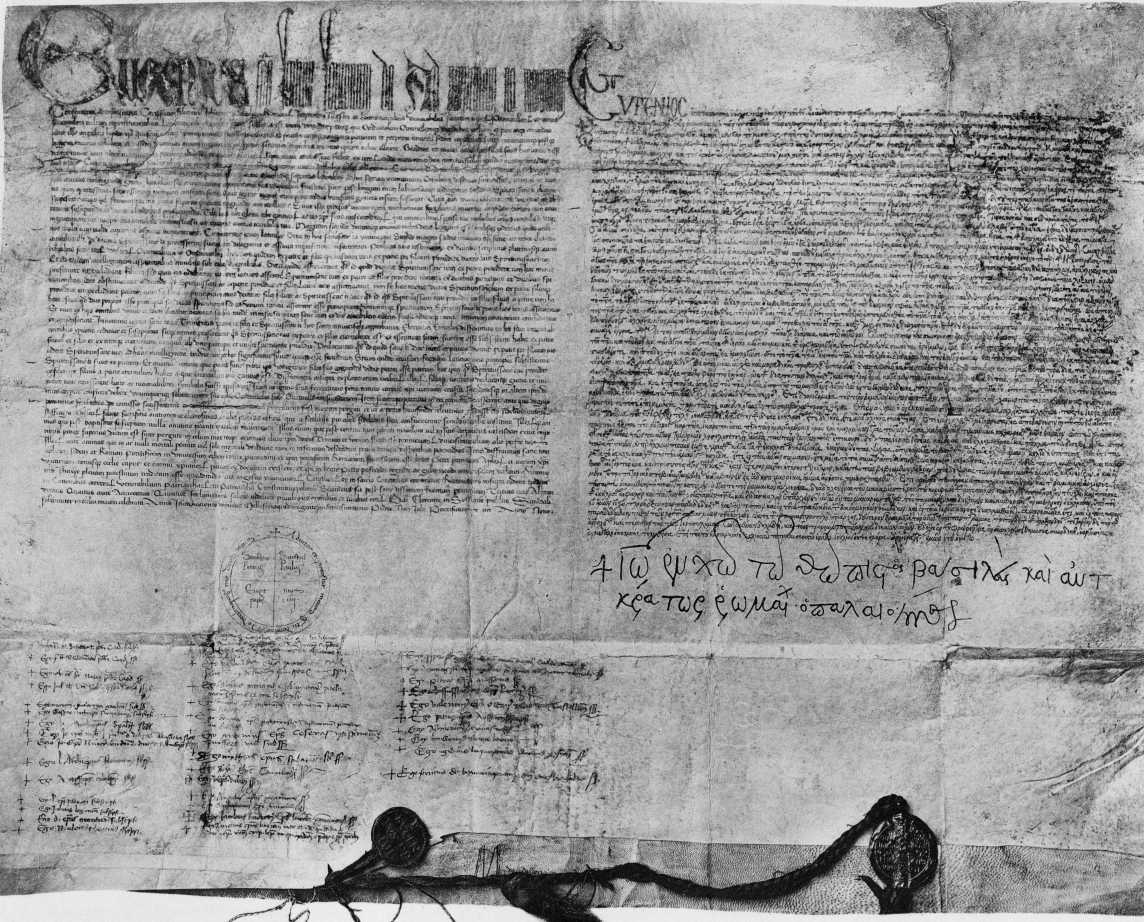
Папа Євгеній IV: булла унії між латинською і грецькою церквами, видана на соборі у Флоренції 1439, двомовна, з підписом Візантійського імператора

Флорентійська унія — унія, укладена на соборі у Флоренції 6 липня 1439 року між східною та західною гілками Християнської церкви.

## Історія
На рубежі XIV і XV століть Візантійська імперія все більше відчувала загрозу зі сторони османів. Візантійський імператор Іоанн VIII Палеолог разом зі східним духовенством, що його підтримувало, бачив у церковному союзі можливість військової допомоги від заходу. Хоча були між грецькими ієрархами й такі, що хотіли унії з релігійних мотивів (патріарх Йосип II, архієпископ Віссаріон й інші).
Після повернення до Константинополя багато грецьких єпископів, які погодилися на унію у Флоренції, відмовилися від неї, заявивши, що їх насильно примусили до угоди з латинянами. Грецьке духовенство і народ, дізнавшись про унію прийшли в роздратування; уніатів вважали за єретиків. Навколо Марка Ефеського згрупувалися всі захисники православ'я і колишній прихильник унії Геннадій Схоларій, який прийняв чернецтво під ім'ям Геннадія. Він вивісив на дверях своєї келії анафему за адресою латинян і погрожував прихильникам унії.
Патріархи Александрійський, Антиохійський та Єрусалимський скликали у 1443 році в Єрусалимі собор на якому виголосили відлучення всіх прихильників унії. Повторне засудження східними патріархами Флорентійської унії відбулося в 1450 р. на соборі в Константинополі, на цьому ж соборі був позбавлений влади уніат Григорій III (патріарх Константинопольський) і зведений на патріарший престол православний Афанасій. Коли у 1453 р. Константинополь був узятий турками, про Флорентійську унію перестали згадувати.
Сподівана військова допомога Заходу проти османів не була дана, і тому Флорентійська унія у Візантії не мала успіхів.

## Флорентійська унія іКиївська митрополія
Визначним діячем Флорентійської унії був київський митрополит Ісидор, який на Ферраро-Флорентійському соборі представляв Церкву Руси.
Після підписання соборної угоди митрополит Ісидор вирушив до Москви (тодішній осідок київської митрополії). Шлях його пролягав через Пізу, Венецію, Угорщину, Польщу. Нарешті, 11 березня 1441 року Ісидор урочисто в'їхав до столиці. Перед ним несли латинський хрест і три булави, які знаменували його кардинальський сан (папа виконав свою обіцянку). В Успенському соборі при оголошенні многоліття Ісидор замість патріарха вимовив ім'я папи Євгенія IV, а потім зачитав папське послання про унію і текст угоди.
У 1440 році в Вільно польський король і великий князь литовський Казимир (1440—1492) уклав угоду з Василем II, по якій зобов'язувався не допускати вже відомого Ісидора на митрополичий престол у Києві. За цією ж угодою православні єпархії в 1451 році підпорядковані московському митрополитові Іоні.
Вчинок Ісидора викликав відразу ж негативну реакцію великого князя Василя II в (1425—1462 рр.). Митрополит був ув'язнений у Чудівському монастирі. На четвертий день після приїзду Ісидора був спішно скликаний церковний собор. На ньому були присутні єпископи — суздальський Авраамій, ростовський Єфрем, рязанський Іона, Коломенський Варлаам, сарайський Іов і пермський Герасим. Вони засудили «латиньство» Ісидора.
Однак уже 15 жовтня 1441 року Ісидор втікає із монастиря, де був ув'язнений. Великий князь заборонив переслідувати його. Коли Ісидор був заарештований в Твері, князь Василь II запропонував тверському князю Борису Олександровичу звільнити митрополита і дати йому можливість переїхати в Литву.
Його заходи не дістали підтримки також серед польської ієрархії. Проте київський князь Олександер Олелько Володимирович ставився прихильно до Флорентійської унії. Ісидор, не маючи ширшої підтримки, залишив Русь і жив у Римі. Важливим наслідком Флорентійської унії був поділ Київської митрополії на московську і українсько-білоруську. Останні впливи Флорентійської унії частково тривали до 1501 року. Умови Флорентійської унії стали підставою для Берестейської унії 1596 року.
Під приводом відмови від унії у Великому князівстві Московському відбулося творення окремої, автокефальної Церкви, яка не мала зовнішнього підпорядкування ані Римові, ані Константинополю. Під тиском великого князя московського Василія II Васильовича, начебто прихильного спочатку до проведення соборів у Феррарі й Флоренції, у Москві 1448 року відбулося обрання московським митрополитом рязанського єпископа Йони. Територія Київської митрополії обмежилася єпархіями, що перебували у складі Великого князівства Литовського і Королівства Польського. У наступні десятиліття після укладення унії мали місце спроби переговорів про відновлення унії, принаймні на локальному рівні, вже після падіння Константинополя. Таким є лист єпископа Мисаїла та знаті ВКЛ до Папи Римського Сикста IV (1476). Новгородська архієпархія, а також єпархії, які перебували на теренах Московії, відмовилися від унії, що підкріплювалося низкою антиунійних творів. Звернення до дискусій, ухвал і подій, пов'язаних з Флорентійською церковною унією, справило неабиякий вплив на міжконфесійну полеміку кінця XVI–XVII ст..

## Наслідки
Формально Флорентійська унія є чинною і донині. Однак фактичного об'єднання церков так і не сталося, частково через захоплення Константинополя османами у 1453 році, частково через амбіції ієрархів формально незалежних одна від одної східних церков. Найвідомішою відмовою стали дії Великого князя Московського Василя ІІ Темного, який змусив Київського і всія Русі митрополита Ісідора покинути єпархію і натомість обрав нового місцевого Іону (Одноушева). Що де-факто призвело до розколу всередині Константинопольського патріархату. 
Невизнання Унії стало відправною точкою для поділу Київської митрополії (1448) та утвердження фактичної автокефаліїМосковської митрополії (1458), що через 100 років привело до створення Московського патріархату.